# James Chester
James Grant Chester (ur. 23 stycznia 1989 w Warrington) – walijski piłkarz angielskiego pochodzenia występujący na pozycji obrońcy w angielskim klubie Stoke City oraz w reprezentacji Walii. Wychowanek Manchesteru United, w swojej karierze grał także w takich zespołach jak Peterborough United, Plymouth Argyle, Carlisle United, Hull City oraz West Bromwich Albion.